# 미나미카리야스역
미나미카리야스역(일본어: 美並苅安駅)은 일본 기후현 구조시에 위치한 나가라가와 철도 에쓰미난 선의 철도역이다. 단선 승강장 1면 1선 구조를 갖춘 지상역이다.

## 이용 현황
| 승차 인원 추이 | 승차 인원 추이     |
| 연도           | 1일 평균 승차 인원 |
| -------------- | ------------------ |
| 2011           | 33                 |
| 2012           | 37                 |
| 2013           | 34                 |
| 2014           | 25                 |
| 2015           | 20                 |

## 역 주변
- 도카이 호쿠리쿠 자동차도 미나미 나들목
- 국도 제156호선
- 기후 현도 315호 하쿠산우치가타니 선
- 나가라강
- 구조 시청 미나미 청사

## 역사
- 1928년 5월 6일 : 일본국유철도 에쓰미난 선 미노시모카와 역(現 · 오야 역) - 후카도 역 간 개통과 동시에 가리야스역으로서 개업. 여객 및 화물 취급 개시.
- 1974년 10월 1일 : 화물 취급 폐지.
- 1986년 12월 11일 : 일본국유철도 에쓰미난 선이 나가라가와 철도로의 전환에 의해, 이 회사의 역이 됨. 동시에 미나미카리야스역으로 개칭.

## 인접 역
| 나가라가와 철도 에쓰미난 선 | 나가라가와 철도 에쓰미난 선 | 나가라가와 철도 에쓰미난 선 |
| --------------------------- | --------------------------- | --------------------------- |
| 후쿠노 미노오타 방면        | ■ 에쓰미난 선               | 아카이케 호쿠노 방면        |